# Route 237 (Québec)
Pour les articles homonymes, voir Route 237.
La route 237 (R-237) est une route régionale québécoise d'orientation nord / sud située sur la rive sud du fleuve Saint-Laurent. Elle dessert la région de l'Estrie.

## Tracé
La route 237 débute à la frontière américaine à Frelighsburg, comme la continuité de la VT 108 du Vermont. Elle se termine 15 kilomètres plus au nord à Stanbridge East sur la route 202.

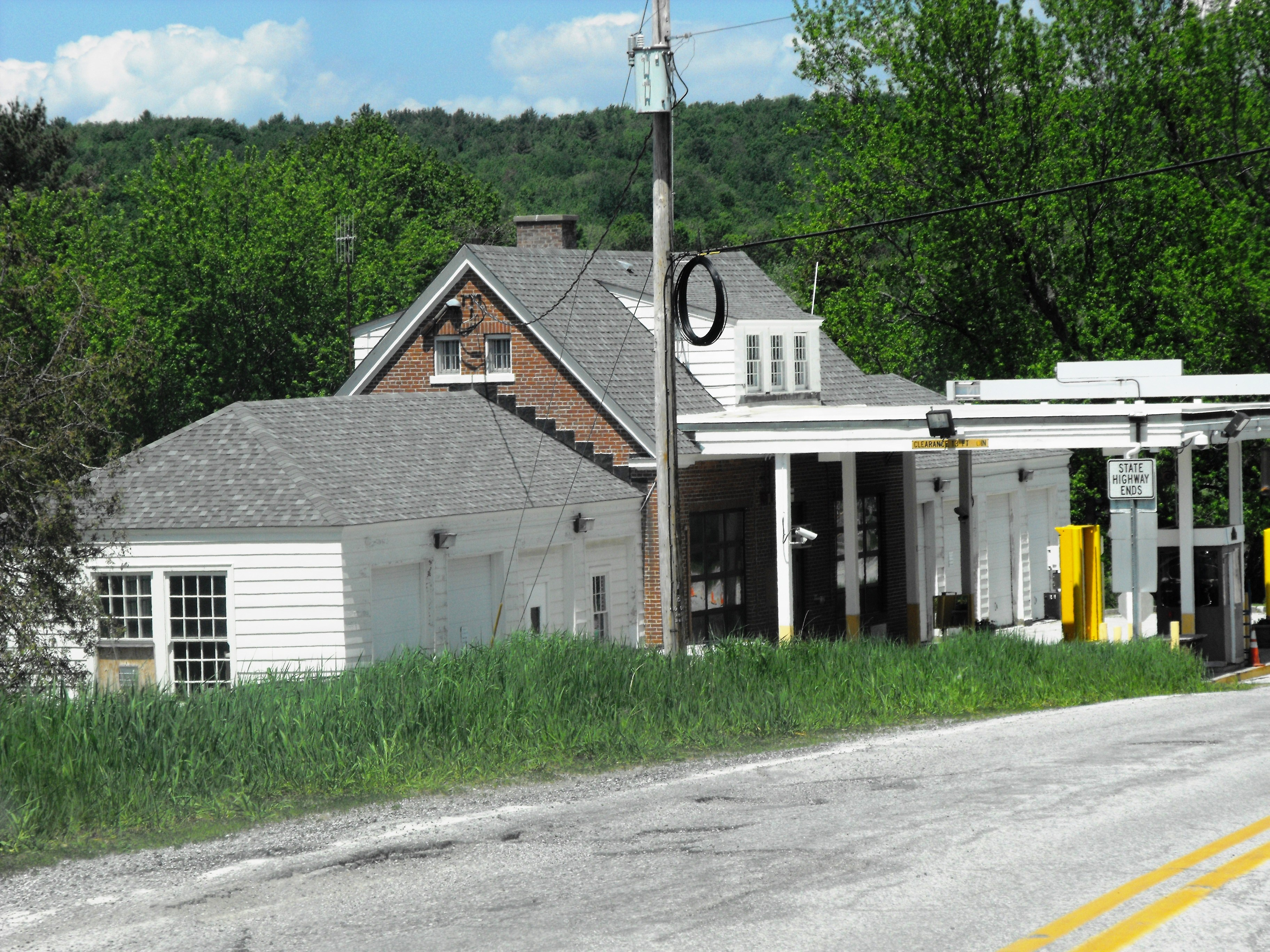
La route 237 est connexe avec la VT 108 (en) à la frontière canado-américaine
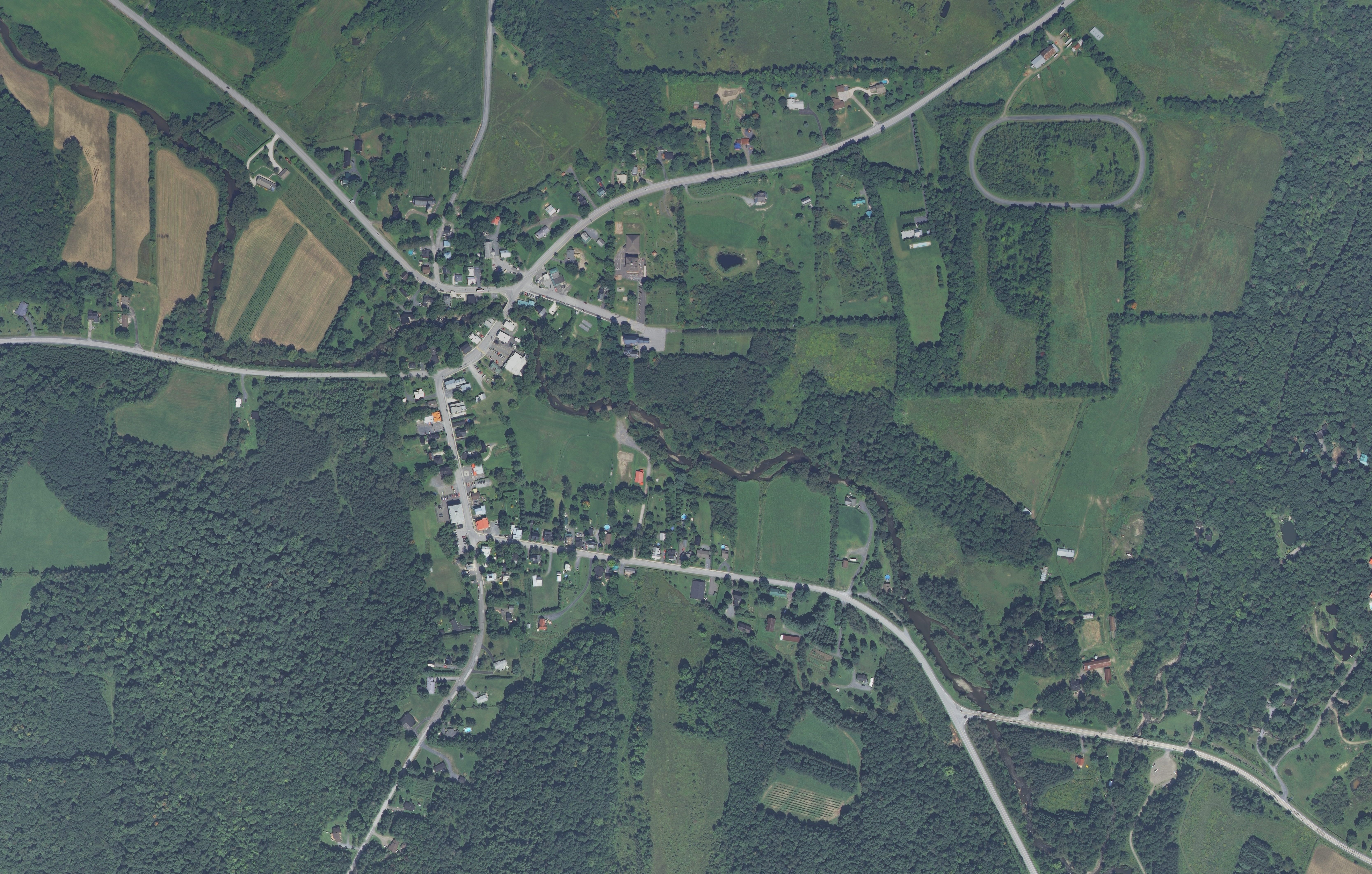
La route 237 traverse le village de Frelighsburg du sud-est au nord-ouest.
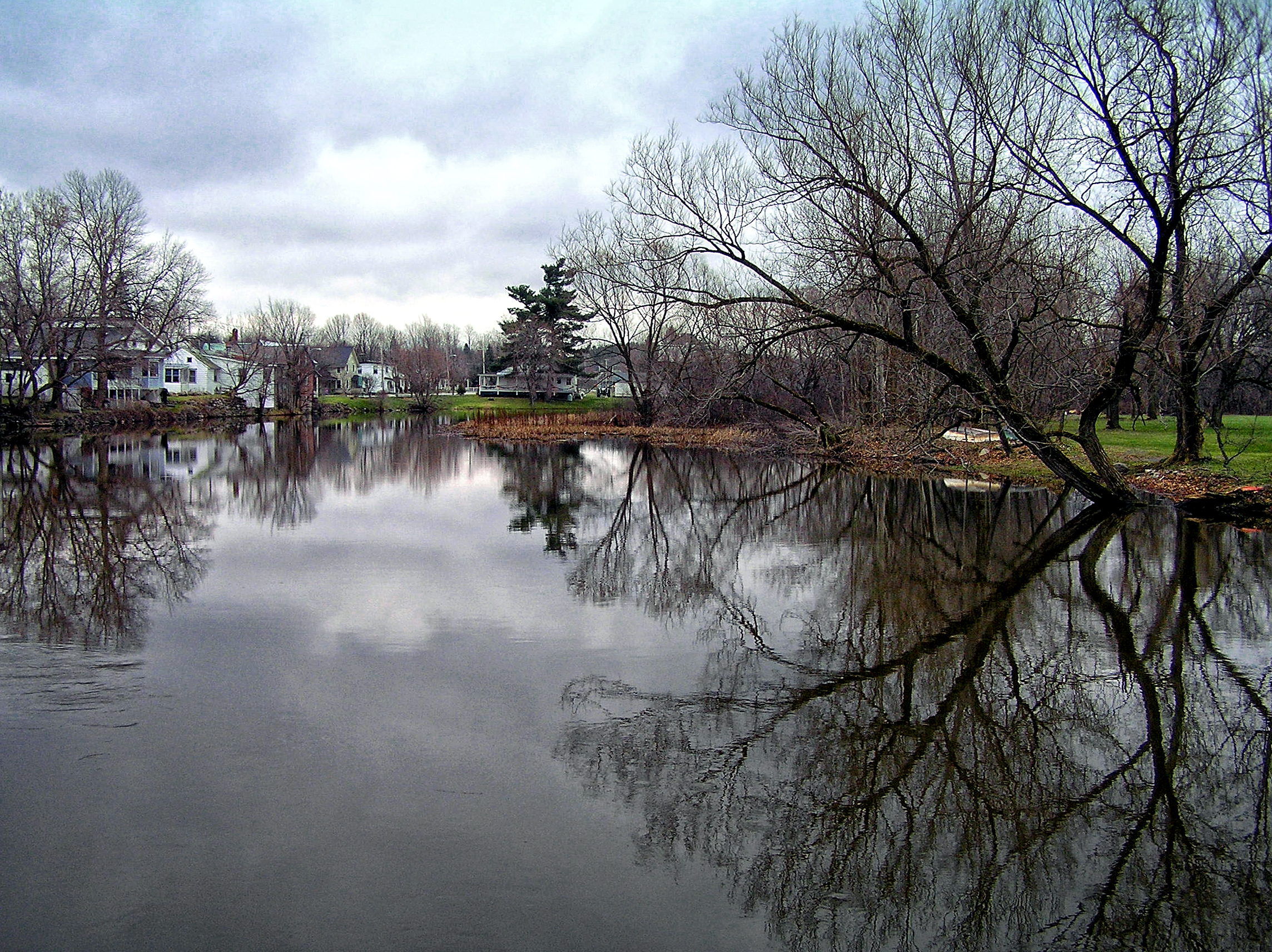
Le tracé de la route 237 suit le cours de la rivière aux Brochets entre la frontière canado-américaine et Stanbridge East.

## Frontière internationale
À son extrémité sud, à Frelighsburg, la route 237 relie le Québec à l'État du Vermont, aux États-Unis. À la frontière, la route 237 devient la VT 108. La route entre aux États-Unis dans la municipalité de Berkshire, faisant partie du comté de Franklin. Le poste frontalier est ouvert tous les jours, 24 heures sur 24.

## Localités traversées (du sud au nord)

### Estrie
Brome-Missisquoi
- Frelighsburg
- Stanbridge East

## Intersections majeures
| MRC                   | Municipalité    | km    | Destinations                     | Notes                    |
| --------------------- | --------------- | ----- | -------------------------------- | ------------------------ |
| Brome-Missisquoi      | Frelighsburg    | 0,00  | VT 108 sud – Enosburgh           | Continue au Vermont      |
| Brome-Missisquoi      | Frelighsburg    | 0,00  | Frontière canado-américaine      |                          |
| Brome-Missisquoi      | Frelighsburg    | 5,10  | R-213 nord – Cowansville, Dunham | Terminus sud de la R-213 |
| Brome-Missisquoi      | Stanbridge East | 14,80 | R-202 – Dunham, Bedford          |                          |
| - Transition de route |                 |       |                                  |                          |